# Gymnosporia tenuispina
Gymnosporia tenuispina är en benvedsväxtart som först beskrevs av Otto Wilhelm Sonder, och fick sitt nu gällande namn av Szyszyl. Gymnosporia tenuispina ingår i släktet Gymnosporia och familjen Celastraceae. Inga underarter finns listade.

## Bildgalleri

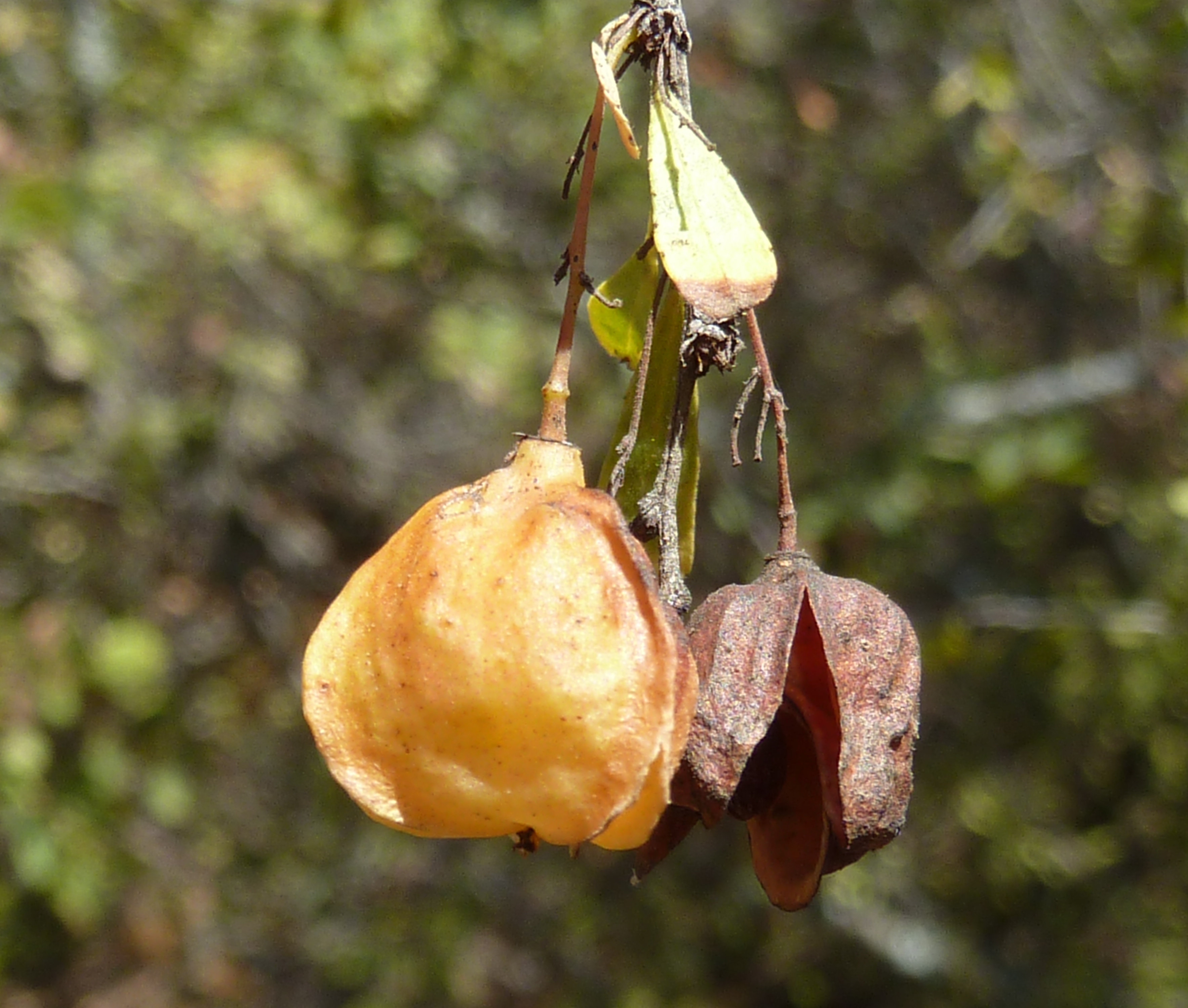